# Kovel
Kovel (ukránul: Ко́вель, lengyelül: Kowel) település Ukrajnában, a Volinyi területen. Lakossága 67 991 fő (2021). 

## Története
Nevét először 1310-ben említik. Városi kiváltságlevelét 1518-ben kapta I. Zsigmond lengyel királytól. 1566 és 1795 között a Volhíniai vajdaság része volt. A második világháborúban, Lengyelország náci megszállását követően a Barbarossa hadművelet során a németek 18 000 zsidót öltek meg Kovelben 1942 augusztusában és szeptemberében. 

## Testvérvárosai
- Baboszewo, Lengyelország
- Barsinghausen, Németország
- Brzeg Dolny, Lengyelország
- Bucsa, Ukrajna
- Chełm, Lengyelország
- Łęczna, Lengyelország
- Legionowo, Lengyelország
- Nyikolszke, Ukrajna
- Pinszk, Fehéroroszország
- Scsucsin, Fehéroroszország
- Szmila, Ukrajna
- Szczuczyn, Lengyelország
- Utena, Litvánia
- Walsrode, Németország

## Fordítás
- Ez a szócikk részben vagy egészben  a   Kovel című angol Wikipédia-szócikk fordításán alapul.  Az eredeti cikk szerkesztőit annak laptörténete sorolja fel. Ez a jelzés csupán a megfogalmazás eredetét és a szerzői jogokat jelzi, nem szolgál a cikkben szereplő információk forrásmegjelöléseként.